# Tomoko Fuse
Tomoko Fuse (布施 知子?, Fuse Tomoko; 1951) è un'artista giapponese specializzata nella creazione di origami ed è conosciuta per la progettazione e realizzazione di complessi origami modulari.

## Biografia
Nata nella prefettura di Niigata, la Fuse impara l'origami da bambina, mentre si trova in ospedale. All’età di 19 anni studia per due anni e mezzo con il maestro di origami Toyoaki Kawai. 
Parallelamente si laurea in Progettazione dei giardini all’Università di Chiba.
A partire dal 1986 si dedica professionalmente all’origami, specializzandosi nell’origami geometrico e nell’origami modulare, per il quale è molto conosciuta dai cultori della materia a livello internazionale, avendo pubblicato decine di volumi. Tra il 1991 e il 2020 ha esposto in numerose gallerie pubbliche e private, in Europa, Stati Uniti e Brasile,  spesso inviata dalla Japan Foundation nell’ambito di iniziative per la promozione della cultura giapponese.

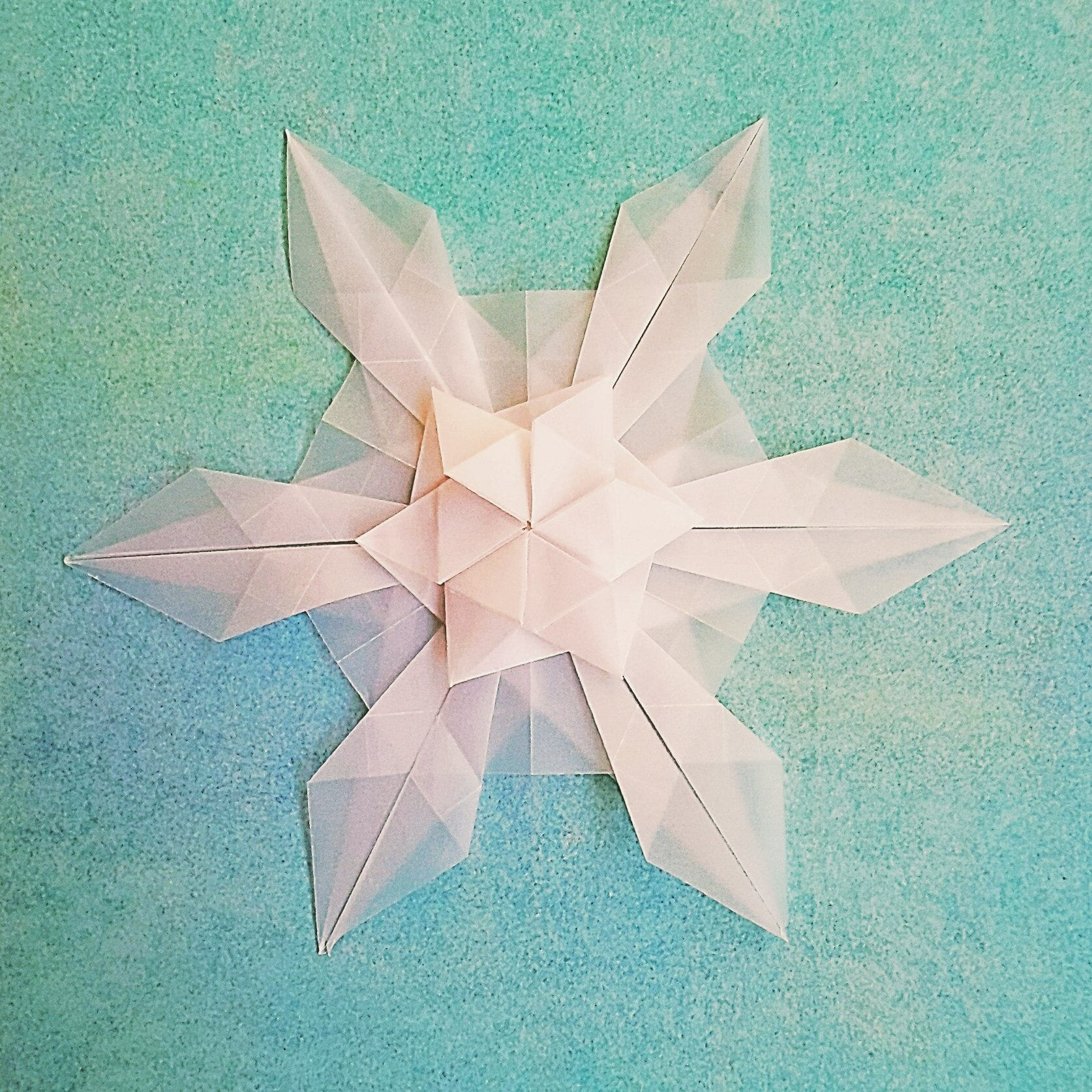
Composizione con carta trasparente

Progetta e realizza paralumi per lampade in carta washi, con i quali ha partecipato anche alla Milano Design Week del 2018 presentando con Denis Guidone un’installazione composita di lampade.
Attualmente vive col marito Tarō Toriumi, incisore di caratteri a stampa in legno, in un villaggio rurale della prefettura di Nagano.

## Pubblicazioni
Ha al suo attivo numerose pubblicazioni tradotte in molte lingue; in italiano sono stati pubblicati i seguenti volumi:
- Origami modulare: come realizzare solidi geometrici, nuove forme di creatività con l'origami (1988)
- Fantasia di scatole in origami  (1990)
- Favolosi origami modulari (2016)
- Scatole scatoline e scatolette in origami (2017)
- Tomoko Fuse: La regina dell'origami (2018)